# 読売テレビ制作日曜夜7時台枠のアニメ
読売テレビ制作日曜夜7時台枠のアニメ（よみうりテレビせいさくにちようよるしちじだいわくのアニメ）は、過去日曜19時台（JST）に放送された読売テレビ制作・日本テレビ系列のテレビアニメの作品一覧である。

## 歴史
- 初作品は、1971年10月24日に後半枠で開始した『ルパン三世（第1作）』。だが、内容を「大人向け」にしたのが裏目となり、人気はなく、途中から子供向けに変更するが、わずか半年で終了、アニメも中断となる。なおこの中断期の1973年4月には、前半枠で日本テレビ制作作品『ドラえもん（第1作）』が放送された。
- 中断して1年半後の1973年10月7日、久し振りの野球アニメ『侍ジャイアンツ』で再開、1年放送するが、次作『宇宙戦艦ヤマト』は、半年で終了し、後半枠のアニメは終了。
- そして『ドラえもん』が終了して16年後の1989年10月15日より、かつて月曜19:00や夕方に放送された『シティーハンター』シリーズの新作を中断を置きながら2作放送し、終了と同時にこの枠のアニメは事実上終了した。それでも、前半枠は山形放送を除く日本テレビ系列 (NNN) 全ての加盟局と当時フジテレビ系列フルネット局の山形テレビで同時ネットにて放送された。
- なお、この後の前半枠は、クイズ番組『ザ・ラスベガス』→『おしえて!ガリレオ』を放送した後、1994年4月より日本テレビ制作の1時間番組『投稿!特ホウ王国』設置のため、枠を金曜19:00に移動して『教えてあげない』を半年放送、その後は月曜19:00に移動し、半年後の1995年4月よりアニメ『ストリートファイターIIV』を開始し、アニメ路線を再開する。

## 放送作品一覧

### 19時00分 - 19時30分
| タイトル                                         | 放送期間                      | 話数 | 製作会社   | 原作   | 声の出演                             | 備考  |
| ------------------------------------------------ | ----------------------------- | ---- | ---------- | ------ | ------------------------------------ | ----- |
| シティーハンター3                                | 1989年10月15日～1990年1月21日 | 13   | サンライズ | 北条司 | 神谷明、伊倉一恵、玄田哲章、麻上洋子 |       |
| （アニメ中断。『丹波・山瀬のパニックTV』を放送） |                               |      |            |        |                                      |       |
| シティーハンター'91                              | 1991年4月28日～9月22日        | 10   | サンライズ | 北条司 | 神谷明、伊倉一恵、玄田哲章、麻上洋子 | [ 1 ] |

### 19時30分 - 20時00分
| タイトル                                                                              | 放映期間                      | 話数 | 製作会社             | 原作              | 声の出演                                             | 備考  |
| ------------------------------------------------------------------------------------- | ----------------------------- | ---- | -------------------- | ----------------- | ---------------------------------------------------- | ----- |
| ルパン三世 （第1作）                                                                  | 1971年10月24日～1972年3月26日 | 23   | 東京ムービー         | モンキー・パンチ  | 山田康雄、小林清志、大塚周夫、二階堂有希子、納谷悟朗 |       |
| （アニメ中断。『超人バロム・1』『マドモアゼル通り』『買ッテ来ルゾト勇マシク』を放送） |                               |      |                      |                   |                                                      |       |
| 侍ジャイアンツ                                                                        | 1973年10月7日～1974年9月29日  | 48   | 東京ムービー         | 梶原一騎 井上コオ | 富山敬、納谷六朗、武藤礼子、井上真樹夫、西尾徳       | [ 2 ] |
| 宇宙戦艦ヤマト                                                                        | 1974年10月6日～1975年3月30日  | 26   | オフィス・アカデミー |                   | 富山敬、麻上洋子、納谷悟朗、仲村秀生、伊武雅之       |       |

## 参考資料
- キー局番組編成変遷ひょー